# Premio de Tecnología del Milenio
El Premio de Tecnología del Milenio es un premio de origen finlandés, que se otorga a los investigadores más innovadores que han contribuido a mejorar la calidad de vida. En ocasiones ha sido denominado el Premio Nobel de Tecnología. 
El galardón es otorgado por la Fundación del Premio de Tecnología del Milenio, creada en el año 2002 por ocho organizaciones finlandesas que apoyan el desarrollo tecnológico y la innovación. Dotado con un millón de euros, este premio bienal trata de ser el reconocimiento más importante sobre las tecnologías del mundo.

## Galardonados
| Año  | Nombre                                    | Innovación |
| ---- | ----------------------------------------- | --- |
| 2004 | Tim Berners-Lee                           | Desarrollo de la World Wide Web. |
| 2006 | Shuji Nakamura                            | Invención de los ledes de alto brillo. |
| 2008 | Robert S. Langer                          | Invención de un biomaterial para la regeneración de tejidos. |
| 2010 | Michael Grätzel                           | Invención de la Celda Solar Graetzel también conocida como célula solar sensibilizada por colorante produce electricidad mediante un principio foto-electro-químico. |
| 2012 | Linus Torvalds Shinya Yamanaka            | "Con la utilización del método de Shinya Yamanaka para crear células madre, los científicos de todo el mundo están dando grandes pasos en la investigación de pruebas con drogas médicas y en biotecnología que algún día deben conducir al crecimiento exitoso de tejidos para implantes de cirugía clínica y para el combate de enfermedades incurables como el cáncer, la diabetes y la enfermedad de Alzheimer" Linus Torvalds por la creación de Linux núcleo de un sistema operativo como GNU/Linux de código abierto que hoy en día utilizan millones de computadoras, utilizado además en teléfonos inteligentes y grabadoras digitales de video, como Tivo y cuyo trabajo ha tenido un gran impacto en el desarrollo del software de código abierto, el trabajo en red y la apertura de la Web para hacerla accesible para millones, si no miles de millones de personas. |
| 2014 | Stuart Parkin                             | Aumento de la densidad de almacenamiento de datos. |
| 2016 | Frances Arnold                            | Desarrollo de la tecnología de evolución dirigida, de especial importancia para el desarrollo sostenible. |
| 2018 | Tuomo Suntola                             | Deposición de Capa Atómica |
| 2020 | Shankar Balasubramanian y David Klenerman | Secuenciación de ADN de próxima generación |